# Klinik Floridsdorf
Die Klinik Floridsdorf (bis 2020 Krankenhaus Nord) des Wiener Gesundheitsverbunds ist ein Krankenhaus (Spital) in Wien-Floridsdorf. Die Klinik wurde 2019 eröffnet.

## Geschichte
Im Mai 2006 gab es eine EU-weite Ausschreibung, bei der sich drei Bewerber beteiligten. Gefordert war eine sogenannte öffentlich-private Partnerschaft (Public Private Partnership), indem der Auftragnehmer ein Grundstück für den Krankenhausbau im 21. Bezirk zur Verfügung stellen musste sowie die Finanzierung der Errichtung und den nicht-medizinische Betrieb des Krankenhauses zu übernehmen hatte. Bei der SP-Klubklausur Ende Februar 2008 in Rust wurde von Bürgermeister Michael Häupl, Vizebürgermeisterin Renate Brauner und Gesundheitsstadträtin Sonja Wehsely bekanntgegeben, dass der Baubeginn für das Krankenhaus 2010 sein wird, die Eröffnung etwa drei Jahre später erfolgen soll und man ging von Kosten von rund 600 Millionen Euro aus. Errichten sollte das Krankenhaus das Bieterkonsortium Porr-Siemens-Vamed auf dem ehemaligen ÖBB-Grundstück an der Brünner Straße 68–70. Zuvor standen auch noch das Areal beim Heeresspital in Stammersdorf und die Pauker-Gründe von Siemens gegenüber der Siemens-Zentrale im Gespräch.
Bei dem Ende April 2008 ausgelobten EU-weiten, zweistufigen Architekturwettbewerb beteiligten sich 38 Architekturbüros aus Deutschland, der Schweiz und Österreich. Im Dezember 2008 wurde der Projektvorschlag des Wiener Architekten Albert Wimmer – von sieben die in die 2. Stufe kamen – zum Sieger erklärt und anschließend Wimmer mit der Planung des Krankenhauses Nord beauftragt.
Nachdem im Frühjahr 2010 der Wiener Krankenanstaltenverbund für den Bau des Krankenhauses von der Europäischen Investitionsbank einen Kredit über 300 Millionen Euro erhalten hatte, wurden die Verhandlungen bezüglich „Public Private Partnership“ mit dem Bieterkonsortium abgebrochen, das Grundstück selbst angekauft und mittels einer Ausschreibung ein Generalunternehmer gesucht. Für die bisher erbrachten Leistungen erhielt das Bieterkonsortium 9,2 Mio. Euro. Der Projektzeitplan mit 2010 Baubeginn und 2015 mit Teilinbetriebnahme des Krankenhauses sollte aufrecht bleiben.
Im Oktober 2010 begann die Baufeldfreimachung des rund 111.000 m² großen Areals, das zuvor von der ÖBB als Hauptwerkstätte Floridsdorf genutzt wurde. Dabei erfolgte in einem Zeitraum von 8 Monaten die Abtragung von zirka 80.000 t Beton und 14.000 t Ziegel. Am 18. September 2012 fand die Grundsteinlegung im Beisein des Wiener Bürgermeisters Michael Häupl und der Stadträtin Sonja Wehsely statt, nachdem zuvor bereits im Jänner 2012 der Baugrubenaushub begann und die Firma Porr im Mai 2012 den Zuschlag für die Errichtung des Rohbaus erhielt. Bei Baubeginn ging man noch von einem Vollbetrieb ab 2016 und Gesamtkosten von 825 Mio. Euro aus.
Am 6. April 2019 war die Klinik im Rahmen eines Tages der offenen Tür zu besichtigen, der Testbetrieb startete ab dem 8. April 2019. Der Regelbetrieb wurde im Juni 2019 aufgenommen, seit September 2019 befindet sich das Spital in Vollbetrieb.

### Kritik

#### Kostenüberschreitung
Ende 2017 wurde bekannt, dass die Baukosten aufgrund mehrerer Konkurse von am Bau beteiligten Firmen und unter anderem dadurch entstehende Bauverzögerungen mindestens 1,3 Milliarden € betragen werden. Daraus resultieren auch zwölf Versicherungsmeldungen und eine Feststellungsklage der Stadt Wien, die sich damit mindestens 48 Millionen Euro zurückholen möchte. Es war bereits im 1. Quartal 2015 erkennbar, dass die Kostenobergrenze von 825 Mio. Euro nicht zu halten sein würde, allerdings wurde die Öffentlichkeit erst nach der Wien-Wahl darüber informiert. Die Kostenschätzung per März 2018 liegt bei 1,6 Mrd. Euro, was beinahe einer Verdopplung der ursprünglich geplanten Kosten entspricht.
Im Zuge des Untersuchungsausschusses zum Krankenhaus Nord wurde bekannt, dass die Baufirma Porr den Zuschlag für den Rohbau als Bestbieter mit einer Differenz von lediglich 2 Promille (240.000 Euro bei knapp 100 Mio. Euro Gesamtvolumen) bekommen hatte. Danach sei es allerdings zu „exorbitanten Mengenveränderungen“ (Steigerung der Erdbewegung zum Grubenaushub um den Faktor 30, Verdübelungen um den Faktor 60) gekommen. Unter Hinzurechnung dieser nachträglichen Preisveränderungen, die mit 90 Mio. Euro fast einer Verdoppelung des gesamten Auftragsvolumens entsprechen, wäre Porr nicht mehr Bestbieter gewesen. Der frühere KAV-Chef Marhold war nach seinem Ausscheiden 2014 als Berater für die Porr tätig. Die Aussageprotokolle wurden vom Untersuchungsausschuss an die Korruptionsstaatsanwaltschaft übermittelt, die gegen insgesamt zehn Verdächtige wegen Untreue und Betrugs ermittelt.
Im Dezember 2018 erstattete die FPÖ Anzeige gegen die ehemalige Finanzstadträtin Renate Brauner wegen der vorzeitigen und zweckwidrigen Abrufung eines EIB-Darlehens in Höhe von 225 Mio. Euro, das gebunden für das Projekt Krankenhaus Nord gewährt worden war. Entgegen den Kreditbedingungen soll das Darlehen vorzeitig abgerufen worden und in den Cash-Pool der Stadt geflossen sein. Aufgrund des daraus entstandenen Schadens in Höhe von über 30 Mio. Euro wurde wegen des Verdachts auf Betrug und Untreue die Anzeige bei der Korruptionsstaatsanwaltschaft eingebracht.

#### Planung
Ein im März 2018 veröffentlichter Entwurf eines Gutachten eines Sachverständigen listet Missstände in Planung und Durchführung auf, die auch im Mai 2018 in einem Rechnungshofbericht wiederholt wurden:
- Die Ausführungspläne waren niemals richtig und konnten von den ausführenden Firmen leicht und zum Teil zurecht als unbrauchbar dargestellt werden.[23]
- Die Regenwasserzutritte bei den unfertigen Fassaden verursachten eine großflächige Schimmelpilzbildung, was vom Sachverständigen als „No-Go der Krankenhaushygiene“ bezeichnet wurde.
- Es ist von Zusatzkosten aufgrund unkoordinierter Planungsprozesse und fehlerhafter Vermessung des Rohbaus die Rede.[24]

Im Februar 2019 wurden vier Gutachten bekannt, wonach eine „Weiße Wanne“ zum Schutz vor eindringendem Grundwasser entgegen anders lautender Aussagen des Krankenanstaltenverbundes nie gebaut wurde. Demnach seien „erste Angaben hinsichtlich etwaiger Anforderungsklassen erst nach Fertigstellung des Rohbaukörpers“ ergangen. Bereits im Dezember 2018 hatte Porr-Chef Karl-Heinz-Strauss vor der Untersuchungskommission zum KH Nord den Bau einer Weißen Wanne bestritten. Da ohne Weiße Wanne „Fehlstellen, Feuchtigkeitsstellen und Risse“ unvermeidbar seien, warnte die ÖVP vor der Gefahr von Schimmelbildung im KH Nord.

#### Management
Ebenfalls im März 2018 wurde bekannt, dass ein esoterischer „Energetiker“ für einen „Schutzring“ um das Krankenhaus 95.000 Euro erhielt. In dieser Summe waren auch Coachings für Führungskräfte des Krankenhauses sowie die „Erarbeitung und Implementierung der notwendigen Bewusstseinsgrundlagen“ von Sitzungen des Lenkungs- und Clearing-Ausschusses enthalten. Im Lenkungsausschuss sind unter anderem der gesamte KAV-Vorstand und die Kollegiale Führung des Spitals vertreten. Nach Aufkommen der Vorwürfe wurde seitens der Stadt Wien beantragt, die zuständige Programmleiterin sowie deren Stellvertreter, die den „Energetiker“ formal beauftragt hatten, vorläufig zu suspendieren, außerdem wurde der Beratervertrag mit der ehemaligen interimistischen Ärztlichen Direktorin Sylvia Schwarz, die die umstrittene Maßnahme initiiert haben soll, gekündigt. Schwarz war eine enge vertraute von Sonja Wehsely und hatte sich auch davor in der Klinik Hietzing für Feng-Shui-gemäße Ausstattung eingesetzt. Auch die Staatsanwaltschaft Wien ermittelte zunächst in dieser Angelegenheit, gab sie jedoch im September 2018 an die Zentrale Staatsanwaltschaft zur Verfolgung von Wirtschaftsstrafsachen und Korruption (WKStA) ab, da ein Anfangsverdacht besteht, dass der Schaden mehr als fünf Millionen Euro betragen könnte. Da der „Energetiker“ mehr als 30 Leistungen für (aufgrund von Datenschwärzung im Untersuchungsausschuss) unbekannte Personen im KAV erbracht hatte, wird von weiteren von der Affäre betroffenen Personen ausgegangen. Für den „Schutzring“ erhielt das KH Nord im November 2018 das „Goldene Brett vorm Kopf“ verliehen.
Im Juli 2018 wurde medial bekannt, dass 610.000 Euro in einen Brunnenbau investiert worden seien, der nie realisiert worden sei. Das Brunnenwasser sollte zur Beheizung des Spitals genutzt werden und das Projekt wurde von der MA 58 (Wasserrecht) im Jahr 2012 bewilligt. Die MA 45 (Wiener Gewässer) äußerte in einem Gutachten keine Bedenken. Im Jahr 2015 reduzierte die Wiener Gewässer Management GmbH, eine Tochter der Stadt Wien, das Projekt aufgrund der Gefährdung einer Altlastensicherung in der Nähe jedoch drastisch, worauf das Vorhaben wegen fehlender Rentabilität eingestellt wurde. Der Rechnungshof kritisiert, dass die MA 45 und MA 58 das Gewässermanagement für Altlasten nicht zeitgerecht eingebunden hatten.
Für die Bauzaunwartung wurde nach Bericht des Rechnungshof 65-mal mehr als notwendig ausgegeben. Konkret wurden dafür 839.000 Euro bezahlt, ein alternatives Angebot hätte lediglich 13.000 Euro (1,6 % der entstandenen Kosten) bzw. 826.000 Euro weniger gekostet. Von der FPÖ („stinkt gewaltig nach Korruption“), der ÖVP („fahrlässiger Umgang mit Steuergeld“) und den NEOS („Geschäfte von Freunden für Freunde“) wurde diese Vergabe kritisiert. Dabei wurde jedoch nicht festgestellt, ob die Beauftragung der Bauzaunwartung vom KAV selbst oder aber vereinbarungswidrig von einem Konsulenten des KAV (ohne Wissen des KAV) beauftragt wurde.
Im Mai 2018 wurde in einem Rechnungshofbericht festgestellt, dass insgesamt EUR 148,5 Mio. aus Mitteln der Mindestsicherung und des sozialen Wohnbaus zweckwidrig für den Bau des Krankenhauses Nord verwendet wurden.

#### Verbindungen zur SPÖ
Am 26. Jänner 2017 trat die für das Krankenhaus Nord zuständige Gesundheitsstadträtin Sonja Wehsely zurück. Als Grund wurde unter anderem die Aussicht auf den damals in Vorbereitung befindlichen negativen Rechnungshof-Bericht zum Krankenhaus Nord genannt. Unmittelbar darauf wechselte sie zum Medizintechnikunternehmen Siemens Healthcare, das mit der Stadt Wien in vielfältiger Geschäftsbeziehung steht und auch beim Krankenhaus Nord engagiert sein soll. Der daraus entstandene potentielle Interessenkonflikt sorgte für vielfache Kritik.
Ihre Nachfolgerin, Gesundheitsstadträtin Sandra Frauenberger, gab am 4. April 2018 ihren Rücktritt für den 24. Mai 2018 bekannt. Als Grund nannte sie unter anderem die Turbulenzen bei der Errichtung des Krankenhauses Wien-Nord.

Für Verwunderung sorgte auch, dass der für die Gestaltung des Krankenhauses zuständige Architekt Albert Wimmer, dessen Fehler laut einem vom KAV beauftragten Gutachten – das bis dato lediglich in einer Entwurfsversion vorliegt – für Mehrkosten in der Höhe von 30,6 Mio. Euro verantwortlich sein sollen, ohne jegliche Erfahrung in der Spitalsplanung den international ausgeschriebenen Architektenwettbewerb mit 37 Teilnehmern gewinnen konnte. Er wurde von der Online-Ausgabe der Tageszeitung Kurier als „SPÖ-naher Haus- und Hofarchitekt der Stadt Wien“ beschrieben. Wimmers Gattin war Frauengesundheitsbeauftragte der Stadt Wien und SPÖ-Gemeinderatskandidatin, seine Tochter war im Büro von Stadträtin Frauenberger angestellt.

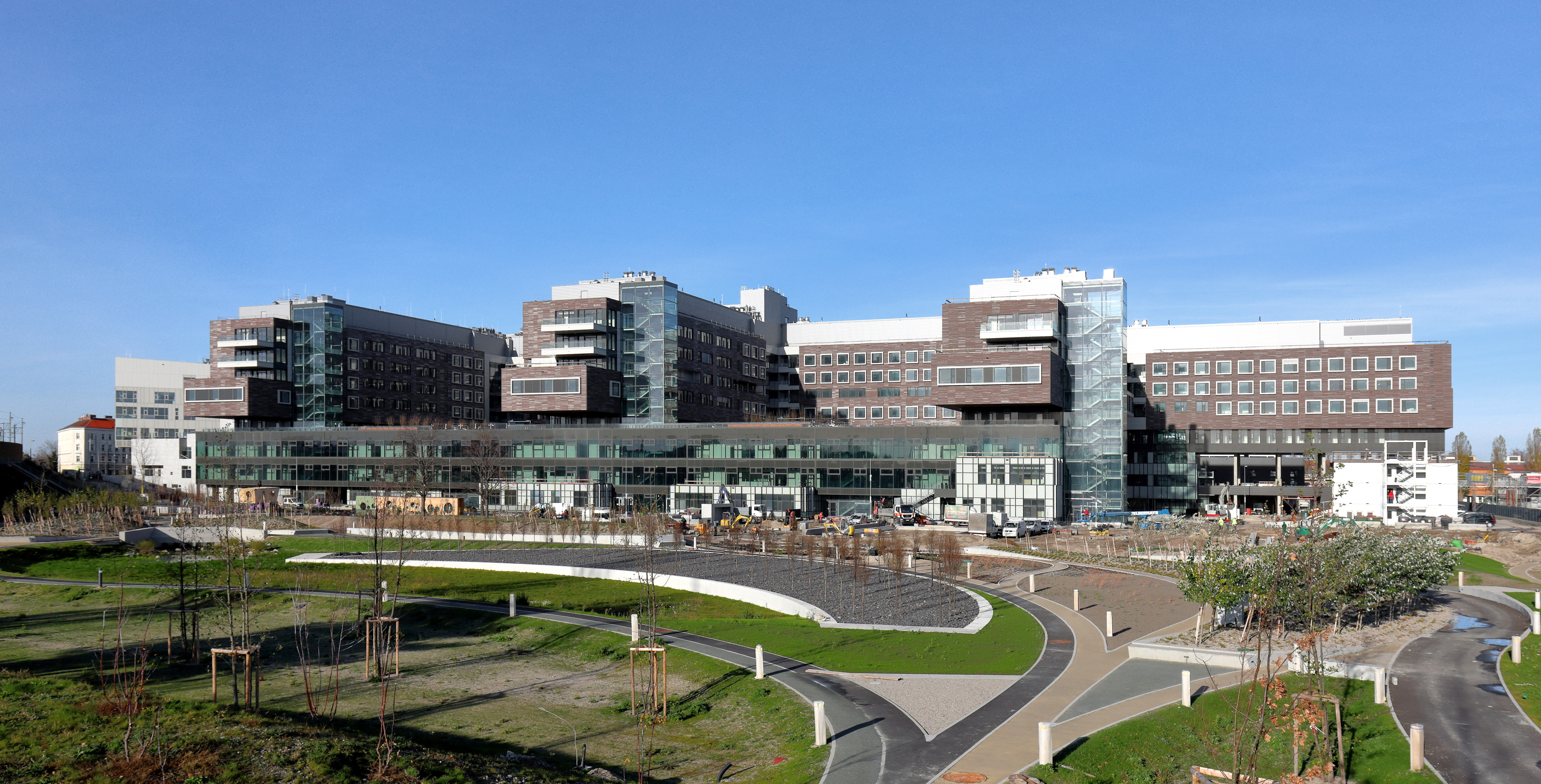
Südansicht des Krankenhauses (Herbst 2017)

## Ausstellungen
- 2009: Krankenhaus Nord, Shopping Center Nord, 24. April bis 5. Mai 2009[45]
- 2012–2018: Krankenhaus Nord Infocenter, Dauerausstellung der Bemusterung, Brünner Straße 73B, 5. Stock, 1210 Wien